# Remlinger Heerse
Die Remlinger Heerse ist ein Naturschutzgebiet in der niedersächsischen Gemeinde Remlingen-Semmenstedt im Landkreis Wolfenbüttel.

## Allgemeines
Das Naturschutzgebiet mit dem Kennzeichen NSG BR 155 ist circa 12,5 Hektar groß. Es ist Bestandteil des 648 Hektar großen FFH-Gebietes „Asse“. Nach Süden und Osten grenzt es an das Landschaftsschutzgebiet „Asse, Klein Vahlberger Buchen und angrenzende Landschaftsteile“, das im Geltungsbereich der Naturschutzverordnung im Naturschutzgebiet aufgegangen ist, nach Norden und Westen grenzt es an das Landschaftsschutzgebiet „Asse“. Das Gebiet steht seit dem 6. März 2020 unter Naturschutz. Zuständige untere Naturschutzbehörde ist der Landkreis Wolfenbüttel.

## Beschreibung
Das Naturschutzgebiet liegt südöstlich von Wolfenbüttel im Süden des Höhenzuges Asse. Es stellt einen Teil des in südliche Richtung exponierten Hangs der Remlinger Herse, der höchsten Erhebung der Asse, unter Schutz. Das Naturschutzgebiet wird überwiegend von Waldgesellschaften geprägt. So stocken hier Buchenwälder in der Ausprägung Waldmeister-Buchenwald und Orchideen-Kalk-Buchenwald sowie Eichen-Hainbuchenwälder in der Ausprägung Labkraut-Eichen-Hainbuchenwald. Die Wälder verfügen über einen hohen Alt- und Totholzanteil. Die Buchenwälder werden von der Rotbuche dominiert. Dazu gesellen sich je nach Ausprägung Ahornarten, Stieleiche, Elsbeere und Sommerlinde. In der Krautschicht der Waldmeister-Buchenwälder siedeln unter anderem Buschwindröschen, Märzenbecher, Waldveilchen, Waldmeister, Bärlauch, Frühlings-Platterbse und Waldsegge. In den Orchideen-Kalk-Buchenwäldern siedeln unter anderem Ackerglockenblume, Türkenbund, Weißes Waldvöglein, Blauroter Steinsame und Fingersegge. Die Eichen-Hainbuchenwälder werden von Stieleiche und Hainbuche geprägt. Dazu gesellen sich Rotbuche, Ahornarten und Sommerlinde. Hier wird die Krautschicht unter anderem von Türkenbundlilie, Leberblümchen, Waldlabkraut, Blaurotem Steinsame, Immenblatt und Schwarzer Platterbse gebildet. Im Übergang zur an die Wälder angrenzende Feldflur sind gut ausgeprägte Waldränder ausgebildet. Kleinflächig ist Kalkmagerrasen zu finden, teilweise mit Gehölzaufwuchs aus Schlehdorn und Weißdorn. Hier siedeln Bestände von Orchideen, darunter die Bienenragwurz. Weiterhin sind Rötliches Fingerkraut, Ovalblättriges Sonnenröschen, Wiesensalbei, Genfer Günsel, Sichelblättriges Hasenohr und Echter Wiesenhafer zu finden.
Das Naturschutzgebiet ist Lebensraum unter anderem für Grau-, Schwarz- und Mittelspecht, Hohltaube und die Fledermausarten Mopsfledermaus, Großes Mausohr, Kleine Bartfledermaus, Großer und Kleiner Abendsegler. Es ist auch Lebensraum für den Hirschkäfer. Außerdem ist die Wildkatze hier heimisch. Die Magerrasen beherbergen verschiedene Schmetterlinge, darunter Kleines Wiesenvögelchen, Brauner Feuerfalter, Hauhechelbläuling und Kleiner Würfel-Dickkopffalter.
Durch das Naturschutzgebiet verläuft ein Waldweg, der betreten werden darf. Das Naturschutzgebiet ist größtenteils von weiteren Waldgesellschaften umgeben. Nach Süden schließen sich landwirtschaftliche Nutzflächen an.